# 西脇綾香
西脇綾香（日语：／ Nishiwaki Ayaka，1989年2月15日—）是出身自日本廣島縣廣島市的歌手。流行電子音樂組合Perfume的成員。暱稱是A~chan（あ〜ちゃん）。畢業於堀越高等學校。是東京都內某大學的經濟學系學生，畢業於2011年3月。與其他兩位成員就讀於不同的大學。身高160cm。髮型是長捲髮。妹妹是團體9nine的西脇彩華。

## 來歷
與樫野有香於小學四年級時相識。與後來才加入Perfume的大本彩乃也是在她加入之前就已經認識。

## 人物
- 在三人中站中間的次數較多，在電視節目和現場演出上經常擔任發言人的角色。
- 擁有精神旺盛的性格，說話往往十分大膽。例如有一次談到她對所屬事務所當時的會長大里洋吉的評價時，表示「Perfume由出道到走紅的五年間他一次也沒有來看過我們的演出」。而且在談話時經常會加上各種獨特的狀聲詞，令旁邊的人摸不著頭腦，這時候就會出現大本和樫野擔當「翻譯」的場面。還有說話也是異常的長，有時候甚至要大本和樫野出言叫停。
- 講廣島腔的次數在三人中是最頻繁的。
- 平常在家喜歡穿連身的睡衣[2]。演出時的服裝也多是連身裙。
- 在成員中是最早睡早起的一個，她自己也說過不曾睡過回籠覺。大本、樫野表示西脇在睡覺時會說夢話。
- 十分喜歡小孩子，曾說過當藝人不成功的話就會去當幼稚園老師。
- 非常愛哭。曾發生過在演唱會一開頭便忍不住落淚的情況，有關西脇落淚的事件很多。
- 在升上中學的一個月後，同時被7個學長一起告白[3]。
- 很喜歡聞東西，特別是原子筆、洗過的衣服、手和鼻的下面[4]，曾在電台節目上說過「Nocchi（大本）的家中有一種藥、維他命C、蠟燭與芳香的氣味」
- 在廣播節目裡，或是其他不會進行拍攝的場合會戴上眼鏡。
- 是aiko的超級粉絲，擁有她全部的CD，會唱她的所有歌曲，也加入了歌迷會[5]。
- 與個人歌手青山黛瑪及AAA主唱宇野實彩子是親友關係。
- 在廣島時期，最令她印象深刻的事件，是在人來人往的地下商店街穿著聖誕老人的衣服跳Para Para舞[6]。
- 喜歡的搞笑藝人是南海甜心的山里亮太，常常在電視和電台節目上說「很帥」「想和他結婚」這樣的話[7]，在之後也對宮川大輔和搞笑藝人土田晃之表示過類似的話。
- 在結婚的問題上認為自己最終會選擇相親的方式[8]。
- Perfume的成員中，只有她是生於平成年間，但由於日本的學制，所以和其他兩位成員是同級生。
- 經常表現天然呆的一面，例如在一次電視節目裡，三人中只有她聽過遊戲規則後還是不了解規則內容。
- 擅長玩呼拉圈。
- 喜歡棒球隊阪神虎的吉祥物「To Lucky」，而且擁有這隊棒球隊的制服。
- 不能吃蒜頭（吃了會像喝醉酒一樣）[9]。
- 不能喝酒。曾說過喝了全身會長濕疹[10]。
- 母親回家的時候總是情緒高漲的樣子[11]　。

## 關連項目
- Perfume
- 樫野有香
- 大本彩乃
- Amuse